# Pietro Baccanelli

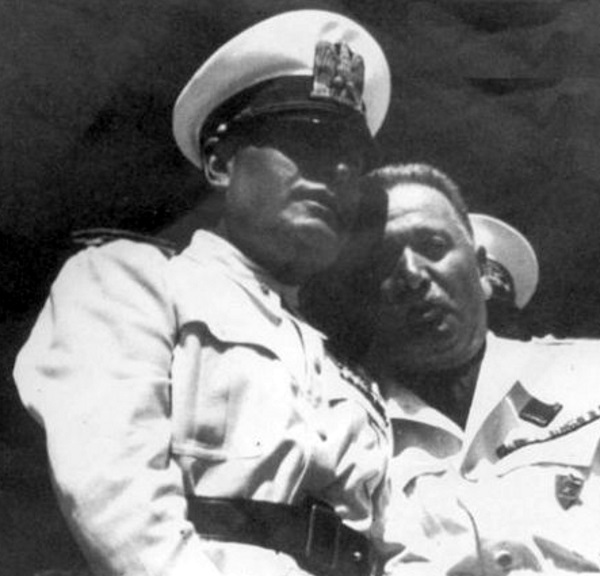
Mussolini e Baccanelli guardano il panorama dal campanile di San Cassiano appena restaurato.

Pietro Baccanelli (Predappio, 6 novembre 1888 – Predappio, 11 settembre 1964) è stato un politico italiano.

## Biografia
Nato a Baccanello di Predappio, località a pochi chilometri da Predappio Alta che prende il nome dalla famiglia che qui fu possidente almeno fin dal Cinquecento, è stato podestà di Predappio dal 1927 al 1943. Già sindaco dal 1924, fu confermato da Benito Mussolini primo cittadino della nuova città di fondazione. Fu, dunque, il primo amministratore di "Predappio Nuova" sorta in località Dovia, nei pressi dove era nato l'allora Capo del Governo. Fino al 1927, la sede comunale di Predappio era l'attuale Predappio Alta.

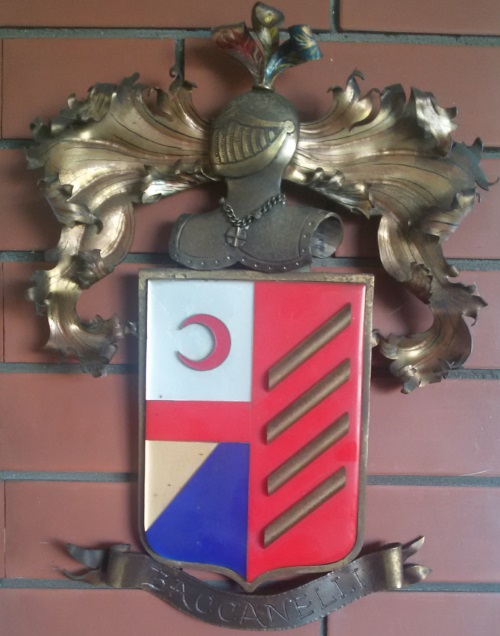
Arme dei Baccanelli di Predappio.

Appartenente a un'antica famiglia di possidenti terrieri, di probabile stirpe guelfa come i vicini Calboli, che in passato aveva generato uomini di Chiesa e notai, Pietro fu il quarto sindaco Baccanelli.
Il primo era stato Delimante Baccanelli (1881-1886), quindi fu la volta di Cleto Baccanelli (1889-1891) e Sebastiano Baccanelli (1895-1898). Il fratello minore di Sebastiano, l'agrimensore Pio (1849-1930) fu il padre di Pietro dopo le nozze con Maria Zoli (1855-1889), sorella di Angiolino, padre di Adone Zoli di cui Pietro, pertanto, era cugino. Della sorella maggiore di Pietro, Maria Pia, era innamorato Arnaldo Mussolini ma ella morì giovanissima, come giovane era morta la madre.
Nel corso della Prima Guerra Mondiale, essendo tra i primi patentati automobilistici, fu impiegato per il trasporto dei feriti. Coniugato dall'11 febbraio 1912 con Maria Bondi (1888-1988), figlia del possidente Sante di Forlì, ebbe numerosa prole: Maria Pia (1912-2015), Valeria (1914-2016), Maria Luigia (1916-1991), Lia (1919-2014), Maria Teresa (1921-2015), Sebastiano (1924-1994), Fabio (1928-2009).
Nel suo periodo ventennale di amministrazione comunale Predappio assorbì il contiguo municipio di Fiumana e venne costruita la città nuova. Ricevette personalità di primo piano come il Re Imperatore Vittorio Emanuele III e il Principe e futuro Re Umberto II o letterati come Grazia Deledda.
Amico di Arnaldo Mussolini e di Rachele Guidi, fu Cavaliere di Gran Croce e Commendatore. Fu anche presidente del Consorzio di bonifica di Predappio dalla sua costituzione (9 febbraio 1930) fino al 2 gennaio 1946. Persona semplice ma raffinata, continuò a riscuotere stima anche nel Dopoguerra. Con il cugino Adone Zoli si adoperò per il ritorno della salma di Benito Mussolini a Predappio. È sepolto nella tomba di famiglia nel Cimitero di San Cassiano di Predappio a pochi metri dalla cripta Mussolini.